# اشپیگل ۱۰۹۵۴
سیارک ۱۰۹۵۴ (به انگلیسی: 10954 Spiegel، نامگذاری:4545P-L) ده هزار و نهصد و پنجاه و چهارمین سیارک کشف شده‌است که در ۲۴ سپتامبر ۱۹۶۰ کشف شد.